# Kalevi Heinänen
Kalevi Heinänen, né le 13 mars 1927, à Helsinki, en Finlande et décédé le 27 juin 2008, à Helsinki, en Finlande, est un ancien joueur finlandais de basket-ball.